# Convergence pour les Îles
Convergence pour les Îles (Convergència per les Illes en catalan) (CxI) était un parti politique des Îles Baléares (Espagne) fondé en mars 2011 et dissout en novembre 2012.

## Histoire
Convergència per les Illes s'est créé en mars 2011 comme refondation de l'Union majorquine (UM) dissoute le 28 février 2011 par le Conseil national de cette organisation, afin d'initier un nouveau projet politique qui s'est donné comme objectif de « rompre clairement et profondément avec le passé » afin de laisser derrière les nombreux cas de corruption qui ont touché UM.
Lors des élections autonomiques et municipales de 2011, les premières élections où se présente CxI, Convergència per les Illes obtient 58 conseillers municipaux dans 20 communes de Majorque.
En février 2012, est organisé le congrès fondateur à l'occasion duquel sont élus à la majorité absolue (quasiment 100 % des votes) son président, Joseph Melia Ques, son secrétaire général, Antoni Amengual Perello, et sa direction.. Le congrès approuve également les statuts et la ligne stratégique.
En juin 2012, est annoncé un processus de convergence avec la Ligue régionaliste des Îles Baléares, Le nouveau parti d'Ibiza et l'Union minorquine.
En novembre 2012, cette convergence se traduit par la création d'un nouveau parti Proposta per les Illes

### Sources
- (es) Cet article est partiellement ou en totalité issu de l’article de Wikipédia en espagnol intitulé « Convergència per les Illes » (voir la liste des auteurs).